# إي جه فاربن

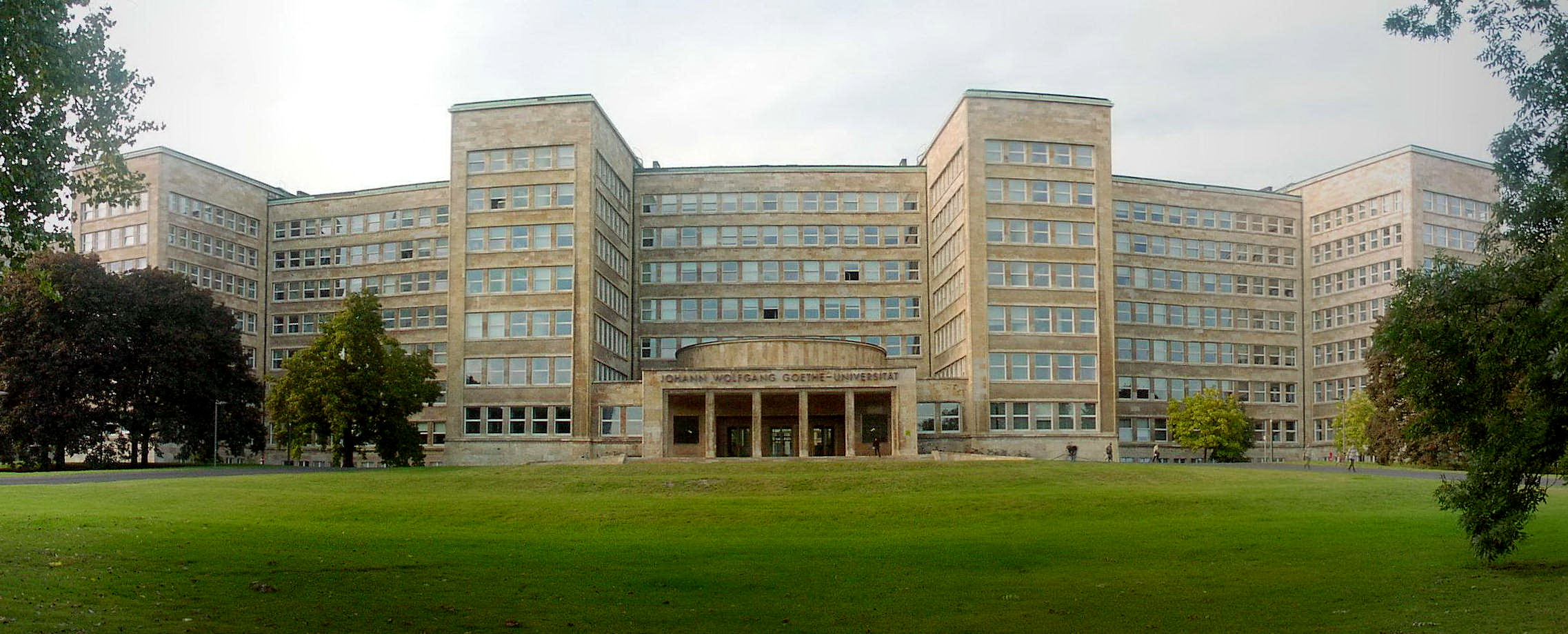
المقر الرئيسي لشركة إي جه فاربن إي جي فاربن، والذي يتبع حالياً إلى جامعة غوته في فرانكفورت.

إي.جه. فاربن (بالألمانية: IG Farben) كانت شركة ألمانية رائدة في مجال الصناعات الكيميائية، والتي كان اسمها الكامل Interessen-Gemeinschaft Farbenindustrie AktienGesellschaft والذي يعني تقريباً الشركة العمومية المساهمة لصناعة الأصبجه.
تأسست الشركة سنة 1925 وذلك باندماج عدة شركات ألمانية كانت تعمل سوية منذ الحرب العالمية الأولى. كان لشركة IG Farben في عز أوجها مقصداً للعديد من الكيميائيين وكانت من أكبر الشركات الكيميائية في العالم.
ساهم العديد من العلماء المرموقين في مختبرات هذه الشركة في العديد من الاكتشافات العلمية، من بينهم أوتو باير  الذي ساهم في اكتشاف بولي يوريثان عام 1937، كذلك العالمان كارل بوش وفريدريش بيرغيوس الحائزان على جائزة نوبل في الكيمياء، بالإضافة إلى غرهارت دوماك الحائز على جائزة نوبل في الطب.
أثناء الحرب العالمية الثانية خضعت الشركة للحكم النازي ولسياساته، فتوجهت الأبحاث إلى التسليح الكيميائي. بعد الحرب تم تصفية الشركة وتقسيمها إلى أربعة أقسام حازتها شركات رائدة حالياً في مجال الصناعات الكيميائية وهي أجفا Agfa وباسف BASF و باير Bayer و سانوفي Sanofi.

## اقرأ أيضا
- باسف
- باير
- سانوفي
- تاريخ الأسبرين